# Hi-Score Music
Hi-Score Music, svenskt skivbolag som är helt inriktat på reggae. Bolaget drivs av Prince B tillsammans med Chilly.
Hi-Score Music bildades 2003 och har sedan dess givit ut musik med bland andra Junior Kelly, Sizzla, Luciano, Anthony B  och Lady Saw. Bolaget specialiserade sig från början på utgivning av vinylsinglar. Trots att bolaget har sin bas i Sverige, så är mycket av verksamheten koncentrerad till Kingston, Jamaica. Allt från tillverkning till distribution utgår därifrån.
Bland vinylutgåvorna märks 8 singlar på Leader riddim, 6 på Roots Tonic riddim, 4 på Greenheart riddim samt CD-albumet Roots Tonic A Lead. Utöver detta återfinns Hi-Score's produktioner på artistalbum från bland andra Junior Kelly, Jah Mason, Zareb, Fantan Mojah, Papa dee och Promoe. Tillkommer gör diverse samlingar där musiken licensierats. Mycket av musiken har spelats in och mixats i Västerås-studion Soundism.